# Буди-Желязне
Буди-Желязне (пол. Budy Żelazne) — село в Польщі, у гміні Малий Плоцьк Кольненського повіту Підляського воєводства.
Населення — 82 особи (2011).
У 1975-1998 роках село належало до Ломжинського воєводства.

## Демографія
Демографічна структура станом на 31 березня 2011 року:
|          | Загалом | Допрацездатний вік | Працездатний вік | Постпрацездатний вік |
| -------- | ------- | ------------------ | ---------------- | -------------------- |
| Чоловіки | 47      | 7                  | 38               | 2                    |
| Жінки    | 35      | 8                  | 21               | 6                    |
| Разом    | 82      | 15                 | 59               | 8                    |